# 恋する光
もしかして
- コイスルヒカリ

ではありませんか？